# トーマス・サラモン
トーマス・サラモン（Thomas Salamon、1989年1月18日 - ）は、オーストリア・ブルゲンラント州マッテルスブルク出身のサッカー選手。元U-20オーストリア代表。SKNザンクト・ペルテン所属。ポジションはミッドフィールダー、ディフェンダー。

## 経歴

### クラブ
地元クラブとブルゲンラント州サッカー協会が運営するアカデミー"AKAブルゲンラント州"に所属した後、14歳でオーストリア・ブンデスリーガ1部に属するFKアウストリア・ウィーンのアカデミーに入団。
2006-07シーズンにはオーストリア・ブンデスリーガ2部に属する同クラブのセカンドチームに昇格。18歳でリーグデビューを果たす。
2008-09シーズン、SVマッテルスブルクに移籍する。2008年7月9日のレッドブル・ザルツブルク戦においてオーストリア・ブンデスリーガ1部デビューを果たす。
2011年から2014年夏までは当時オーストリア・ブンデスリーガ1部に属したSVグレーディヒでプレー。2014年1月に同リーグに属し2008年まで在籍したFKアウストリア・ウィーンに復帰した。
2018-19シーズンはオーストリア・ブンデスリーガ2部に属するSVホルンでプレーし、、2020年1月にリトアニア・Aリーガ（1部）に属するFKスードゥヴァ・マリヤンポレに移籍、主力の左サイドバックとしてAリーガ優勝とLFFスペルタウレー準優勝に貢献する。
2021-22シーズン、母国のオーストリアに復帰し、オーストリア・ブンデスリーガ2部に属するSKNザンクト・ペルテンと2022年6月までの契約を結んだ。

### オーストリア代表
U-16、U-17、U-18、U-19、U-20においてオーストリア代表に選ばれている。

## タイトル
SVグレーディヒ
- オーストリア・ブンデスリーガ2部 優勝:1回（2013）

FKスードゥヴァ・マリヤンポレ
- Aリーガ 優勝:1回（2019）
- LFFタウレー 優勝:1回（2019）